# Ture Sventon, privatdetektiv
Ture Sventon, privatdetektiv är en svensk skönlitterär barn- och ungdomsbok av Åke Holmberg från 1948, som handlar om privatdetektiven Ture Sventon; boken är den första av nio med Ture Sventon som huvudperson.

## Handling
Ture Sventon är Sveriges, om inte världens, bästa privatdetektiv, men tyvärr är det ingen som vet om det. En dag kommer en äldre dam gående på gatan, hon letar efter en privatdetektiv. Den äldre damen kommer från det lilla samhället Lingonboda, där hon bor tillsammans med sin syster. På somrarna har de fyra barn på besök. En dag blir två av barnen hotade av en storvuxen man som ser ut som en oxe. Inte nog med det, senare samma dag får de båda damerna ett brev och i brevet hotas jubileumspokalen i rent silver att försvinna om inte pengar lämnas i den gamla eken vid Midsommarberget. 
Ture Sventon tar sig an fallet. Om han lyckas fånga den ökände Ville Vessla, brottslingen som ingen lyckas fånga eller ens sett, kommer han nå det erkännande som privatdetektiv som han förtjänar.

## Litterär skylt
I hörnet av Drottninggatan och Jakobsgatan i Stockholm finns en litterär skylt från år 2000 där man kan läsa:

"Drottninggatan i Stockholm är en lång och smal gata, som ligger ungefär mitt i staden. Där går trafiken i en ständig ström. Man förstår, att det måste vara bekvämt att ha sitt kontor där. Och man förstår, att det måste vara alldeles särskilt lämpligt för en privatdetektiv att ha sitt kontor vid den gatan. Då är han alltid mitt bland allt som händer och sker."
Citatet är hämtat ur Ture Sventon, privatdetektiv av Åke Holmberg.